# هم‌اتاقی

هم‌اتاقی‌ها در ۱۹۴۳

هم‌اتاقی (انگلیسی: Roommate) شخصی است که  با شخصی دیگر، امکانات زندگی را به اشتراک می‌گذارد؛ امکاناتی مانند اتاق یا خوابگاه، به جز زمانی که خانواده هستند یا رابطهٔ عاشقانه دارند. اصطلاحات مشابه شامل همخوابه (به انگلیسی: dormmate)، همنشین (به انگلیسی: suitemate)، هم‌خانه یا (به انگلیسی: housemate) فِلَت‌مِیت (به انگلیسی: flatmate) («فلت»: اصطلاح رایج در انگلیسی بریتانیایی برای یک آپارتمان است) می‌شوند. فِلَت‌مِیت اصطلاحی است که بیشتر در نیوزیلند زمانی که به اجاره یک اتاق مشترک در هر نوع خانه اشاره می‌شود، استفاده می‌شود.